# Kakinac
Kakinac falu Horvátországban Belovár-Bilogora megyében. Közigazgatásilag Rojcsához tartozik.

## Fekvése
Belovártól légvonalban 9, közúton 11 km-re északnyugatra, községközpontjától légvonalban 4, közúton 5 km-re északkeletre, Domankuš és Draganić között, a Bilo-hegység lejtőin, a Konjska-patak partján fekszik.

## Története
A több évtizedes török uralom után a területre a 17. századtól folyamatosan telepítették be a keresztény lakosságot. A település 1774-ben az első katonai felmérés térképén a falu „Dorf Kakinecz” néven szerepel. A település katonai közigazgatás idején a kőrösi ezredhez tartozott.
A település Lipszky János 1808-ban Budán kiadott repertóriumában „Kakinecz” néven szerepel.  
Nagy Lajos 1829-ben kiadott művében „Kakinecz” néven 56 házzal, 285 katolikus vallású lakossal találjuk.
A katonai közigazgatás megszüntetése után Magyar Királyságon belül Horvátország részeként, Belovár-Kőrös vármegye Belovári járásának része volt. A településnek 1857-ben 114, 1910-ben 172 lakosa volt. Az 1910-es népszámlálás szerint lakosságának 87%-a szerb, 6%-a német, 5%-a horvát anyanyelvű volt. 1918-ban az új szerb-horvát-szlovén állam, majd később Jugoszlávia része lett. 1941 és 1945 között a németbarát Független Horvát Államhoz, majd a háború után a szocialista Jugoszláviához tartozott. A háború után a fiatalok elvándorlása miatt lakossága folyamatosan csökkent. 1991-től a független Horvátország része. 1991-ben lakosságának 49%-a horvát, 24%-a szerb nemzetiségű volt. 2011-ben a településnek 78 lakosa volt. 

## Lakossága
| Lakosság változása | Lakosság változása | Lakosság változása | Lakosság változása | Lakosság változása | Lakosság változása | Lakosság változása | Lakosság változása | Lakosság változása | Lakosság változása | Lakosság változása | Lakosság változása | Lakosság változása | Lakosság változása | Lakosság változása | Lakosság változása |
| ------------------ | ------------------ | ------------------ | ------------------ | ------------------ | ------------------ | ------------------ | ------------------ | ------------------ | ------------------ | ------------------ | ------------------ | ------------------ | ------------------ | ------------------ | ------------------ |
| 1857               | 1869               | 1880               | 1890               | 1900               | 1910               | 1921               | 1931               | 1948               | 1953               | 1961               | 1971               | 1981               | 1991               | 2001               | 2011               |
| 114                | 130                | 129                | 213                | 172                | 172                | 188                | 182                | 232                | 242                | 204                | 175                | 136                | 90                 | 79                 | 78                 |